# ماري هيدغدورن
ماري هيدغدورن (بالإنجليزية: Mary Hagedorn)‏ هي عالمة الأحياء البحرية أمريكية، ولدت في 12 سبتمبر 1954 في لونغ آيلاند ساوند ‏ في الولايات المتحدة.